# Wikipédia en créole guyanais
Wikipédia en créole guyanais (en créole guyanais : Wikipédja an kriyòl gwiyannen) est l'édition de Wikipédia en créole guyanais, créole à base lexicale française parlée en Guyane. L'édition est lancée le 22 novembre 2019,,,. Son code est : gcr.
Au 21 mars 2025, l'édition en créole guyanais contient 1 072 articles et compte 3 749 contributeurs, dont 11 contributeurs actifs et 1 administrateur.
Les autres Wikipédia en langue créole sont les éditions en : créole haïtien, créole à base lexicale française créée en 2004 (70 744 articles) ; chavacano, créole à base lexicale portugaise créée en 2006 (3 225 articles) ; papiamento, créole à base lexicale espagnole (es) créée en 2007 (4 512 articles) ; sranan, créole à base lexicale anglaise créée en 2008 (1 131 articles) ; tok pisin, créole à base lexicale anglaise créée en 2016 (1 388 articles) ; créole jamaïcain, créole à base lexicale anglaise créée en 2016 (1 723 articles).

## Présentation
La version en créole guyanais de Wikipédia est créée en 2019.

## Statistiques
- Le 26 février 2020, l'édition en créole guyanais compte 1 021 articles, 483 utilisateurs, 13 utilisateurs actifs et 0 administrateur[6].
- Le 27 septembre 2022, elle contient 1 050 articles et compte 2 228 contributeurs, dont 10 contributeurs actifs et 1 administrateur.
- Le 7 octobre 2024, elle contient contient 1 069 articles et compte 3 474 contributeurs, dont 13 contributeurs actifs et 1 administrateur.